# ISO 3166-2:AZ
ISO 3166-2:AZ — стандарт Міжнародної організації зі стандартизації, який визначає геокоди. Є частиною стандарту ISO 3166-2, що належать Азербайджану. Стандарт охоплює 1-ну автономну республіку, 11-ть муніципалітетів (міст) та 59-ть районів — адміністративні одиниці 1-го рівня, а також 7-м районів автономної республіки — адміністративні одиниці 2-го рівня.

## Загальні відомості
Кожен геокод складається з двох частин: коду Alpha2 за стандартом ISO 3166-1 для Азербайджану — AZ та додаткового дво-, трьохсимвольного коду, записаних через дефіс. Додатковий дво-, трьохсимвольний код, утворений двома, трьома літерами латинського алфавіту, як правило співзвучних абревіатурі назви адміністративних одиниць. Геокоди автономії, муніципалітетів та районів є підмножиною коду домену верхнього рівня — AZ, присвоєного Азербайджану відповідно до стандартів ISO 3166-1.

## Геокоди Азербайджану першого рівня
Геокоди 1-ї автономної республіки та 11-ти муніципалітетів адміністративно-територіального поділу Азербайджану.
| №* | Геокод | Адміністративна одиниця            | Статус               | У складі |
| -- | ------ | ---------------------------------- | -------------------- | -------- |
|    | AZ-NX  | Нахічеванська Автономна Республіка | автономна республіка | —        |
| 4  | AZ-NV  | Нахічевань**                       | муніципалітет        | AZ-NX    |
| 7  | AZ-SR  | Ширван                             | муніципалітет        | —        |
| 9  | AZ-BA  | Баку                               | муніципалітет        | —        |
| 20 | AZ-GA  | Гянджа                             | муніципалітет        | —        |
| 30 | AZ-LA  | Ленкорань                          | муніципалітет        | —        |
| 33 | AZ-MI  | Мінгечаур                          | муніципалітет        | —        |
| 34 | AZ-NA  | Нафталан                           | муніципалітет        | —        |
| 47 | AZ-SA  | Шекі                               | муніципалітет        | —        |
| 53 | AZ-SM  | Сумгаїт                            | муніципалітет        | —        |
| 60 | AZ-XA  | Ханкенді                           | муніципалітет        | —        |
| 67 | AZ-YE  | Євлах                              | муніципалітет        | —        |

* Позиції адміністративних одиниць згідно мапи: «Адміністративний поділ Азербайджану».

Геокоди 59-ти районів адміністративно-територіального поділу Азербайджану.
| №* | Геокод | Адміністративна одиниця | Статус |  | №* | Геокод | Адміністративна одиниця | Статус |
| -- | ------ | ----------------------- | ------ |  | -- | ------ | ----------------------- | ------ |
| 1  | AZ-ABS | Апшеронський            | район  |  | 37 | AZ-QAB | Габалинський            | район  |
| 2  | AZ-AGC | Агджабединський         | район  |  | 38 | AZ-QAX | Ґахський                | район  |
| 3  | AZ-AGM | Агдамський              | район  |  | 39 | AZ-QAZ | Ґазаський               | район  |
| 4  | AZ-AGS | Агдаський               | район  |  | 40 | AZ-QOB | Ґобустанський           | район  |
| 5  | AZ-AGA | Агстафинський           | район  |  | 41 | AZ-QBA | Ґубинський              | район  |
| 6  | AZ-AGU | Агсуський               | район  |  | 42 | AZ-QBI | Кубатлинський           | район  |
| 8  | AZ-AST | Астаринський            | район  |  | 43 | AZ-QUS | Ґусарський              | район  |
| 10 | AZ-BEY | Балакенський            | район  |  | 44 | AZ-SAT | Саатлинський            | район  |
| 11 | AZ-BAR | Бардинський             | район  |  | 45 | AZ-SAB | Сабірабадський          | район  |
| 12 | AZ-BAL | Бейлаґанський           | район  |  | 46 | AZ-SAK | Шекінський              | район  |
| 13 | AZ-BIL | Білясуварський          | район  |  | 48 | AZ-SAL | Сальянський             | район  |
| 14 | AZ-CAB | Джебраїльський          | район  |  | 49 | AZ-SMI | Шамахинський            | район  |
| 15 | AZ-CAL | Джалілабадський         | район  |  | 50 | AZ-SKR | Шамкірський             | район  |
| 16 | AZ-DAS | Дашкесанський           | район  |  | 51 | AZ-SMX | Самухський              | район  |
| 17 | AZ-SBN | Шабранський             | район  |  | 52 | AZ-SIY | Сіазанський             | район  |
| 18 | AZ-FUZ | Фізулинський            | район  |  | 54 | AZ-SUS | Шушинський              | район  |
| 19 | AZ-GAD | Кедабекський            | район  |  | 56 | AZ-TAR | Тертерський             | район  |
| 21 | AZ-GOR | Геранбойський           | район  |  | 57 | AZ-TOV | Товузький               | район  |
| 22 | AZ-GOY | Гейчайський             | район  |  | 58 | AZ-UCA | Уджарський              | район  |
| 23 | AZ-HAC | Аджикабульский          | район  |  | 59 | AZ-XAC | Хачмазький              | район  |
| 24 | AZ-IMI | Імішлінський            | район  |  | 61 | AZ-GYG | Гейгельський            | район  |
| 25 | AZ-ISM | Ісмаїллинський          | район  |  | 62 | AZ-XIZ | Хизинський              | район  |
| 26 | AZ-KAL | Кельбаджарський         | район  |  | 63 | AZ-XCI | Ходжалинський           | район  |
| 27 | AZ-KUR | Кюрдамирський           | район  |  | 64 | AZ-XVD | Ходжавендський          | район  |
| 28 | AZ-LAC | Лачинський              | район  |  | 65 | AZ-YAR | Ярдимлинський           | район  |
| 29 | AZ-LAN | Ленкоранський           | район  |  | 66 | AZ-YEV | Євлахський              | район  |
| 31 | AZ-LER | Лерікський              | район  |  | 68 | AZ-ZAN | Зангеланський           | район  |
| 32 | AZ-MAS | Масаллинський           | район  |  | 69 | AZ-ZAQ | Заґатальський           | район  |
| 35 | AZ-NEF | Нефтечалинський         | район  |  | 70 | AZ-ZAR | Зардобський             | район  |
| 36 | AZ-OGU | Огузький                | район  |  |    |        |                         |        |

* Позиції адміністративних одиниць згідно мапи: «Адміністративний поділ Азербайджану».

## Геокоди Азербайджану другого рівня
Геокоди 7-ми районів НАР адміністративно-територіального поділу Азербайджану.
| №** | Геокод | Адміністративна одиниця | Статус | У складі |
| --- | ------ | ----------------------- | ------ | -------- |
| 1   | AZ-BAB | Бабецький               | район  | AZ-NX    |
| 2   | AZ-CUL | Джульфинський           | район  | AZ-NX    |
| 3   | AZ-KAN | Кенгерлінський          | район  | AZ-NX    |
| 5   | AZ-ORD | Ордубадський            | район  | AZ-NX    |
| 6   | AZ-SAD | Садарацький             | район  | AZ-NX    |
| 7   | AZ-SAH | Шагбузький              | район  | AZ-NX    |
| 8   | AZ-SAR | Шарурський              | район  | AZ-NX    |

** Позиції адміністративних одиниць згідно мапи: «Адміністративний поділ Азербайджану» (територія НАР).

## Геокоди прикордонних для Азербайджану держав
- Росія — ISO 3166-2:RU (на півночі),
- Туркменістан — ISO 3166-2:TM (на сході, морський кордон),
- Іран — ISO 3166-2:IR (на півдні),
- Туреччина — ISO 3166-2:TR (на заході)
- Вірменія — ISO 3166-2:AM (на заході та північному сході)
- Грузія — ISO 3166-2:GE (на північному заході).